# Mashimo Satoshi
Satoshi Mashimo (sinh ngày 6 tháng 3 năm 1974) là một cầu thủ bóng đá người Nhật Bản.

## Sự nghiệp câu lạc bộ
Satoshi Mashimo đã từng chơi cho Montedio Yamagata.